# Каленићка река
Каленићка река је река у централној Србији у региону Шумадије . Извире на источним обронцима Гледићких планина и улива се код Варварина у Велику Мораву као лева притока. Дуга је 41 km.

## Ток
Каленићка река извире на падинама Гледићких планина у Левча на око 900 метара надморске висине. У горњем делу тока реке је узана и тече кроз шумски предео усечен у кристаласте шкриљце. У долини се налази манастир Каленић, подигнут у петнаестом веку.
Даље тече према југоистоку и истоку прво крај село Опарић (Опарићка котлина), до Крчинске клисуре крај Горњег Крчина. Ток се наставља кроз истоимену котлину и прелази у Пајковачку клисуру на јужним падинама планине Јухор.
Из Пајковачке клисуре Каленићка река тече према истоку и код Варварина се улива у Велику Мораву. Површина слива реке је око 190 km² и припада сливу Црног мора.